# Rivière à la Loutre (La Malbaie)
Pour les articles homonymes, voir Loutre (homonymie) et Rivière à la Loutre.
La rivière à la Loutre est un affluent de la rive nord-ouest du fleuve Saint-Laurent, coulant dans la ville de La Malbaie, entre les localités de Cap-à-l'Aigle et de Saint-Fidèle, dans la  municipalité régionale de comté (MRC) de Charlevoix-Est, dans la région administrative de la Capitale-Nationale, au Québec, au Canada. Le cours de cette rivière se jette dans le Saint-Laurent dans le hameau de Bas-de-l'Anse, au nord-est de la ville de La Malbaie.
La vallée de ce cours d'eau est desservie par la route 138 (boulevard Malcolm-Fraser) qui longe le littoral Nord-Ouest du fleuve Saint-Laurent et par le chemin du rang Sainte-Mathilde-Est.
La foresterie constitue la principale activité économique du secteur ; les activités récréotouristiques (notamment la villégiature et les gîtes touristiques), en second.
La surface de ce cours d’eau est généralement gelée de la mi-décembre à la fin-mars. Néanmoins, la circulation sécuritaire sur la glace est généralement de la fin décembre à la mi-mars.

## Géographie
Les principaux bassins versants voisins de la rivière à la Loutre sont :
- Côté nord : rivière du Port au Persil, rivière Noire, rivière du Port au Saumon, rivière Saguenay ;
- Côté est : fleuve Saint-Laurent ;
- Côté sud : fleuve Saint-Laurent ;
- Côté ouest : ruisseau Baptiste-Jean, rivière Comporté, rivière Jacob, rivière Snigole, rivière Malbaie[2].

La rivière à la Loutre prend sa source d'un petit lac non identifié (longueur : 0,2 km ; altitude : 317 m) en zone forestière. À partir de l'embouchure de ce lac de tête, le cours de la rivière à la Loutre descend en parcourant 5,8 km selon les segments suivants :
- 1,0 km vers le sud en coupant une route forestière jusqu'à un coude de rivière, correspondant à la confluence d'un ruisseau (venant de l'Est) ;
- 2,4 km vers le sud jusqu'à un ruisseau (venant de l'est) ;
- 1,0 km vers le sud en contournant par l'ouest le hameau de Bas-de-l'Anse, jusqu'au pont de la route 138 ;
- 1,4 km vers le sud-est en dévalant la falaise en zone forestière, jusqu'à la rive du golfe du Saint-Laurent[2].

## Toponymie
L'origine du toponyme rivière à la Loutre est lié à la présence des loutres dans ce secteur.
Le toponyme Rivière à la Loutre a été officialisé le 5 décembre 1968 à la Banque des noms de lieux de la Commission de toponymie du Québec.